# Olivier Olibeau
Pas d'image ? Cliquez ici

a Compétitions nationales et continentales officielles uniquement.

b Matchs officiels uniquement.
Dernière mise à jour le 17 juillet 2012.
Olivier Olibeau, né le 13 avril 1977 à Perpignan, est un joueur français de rugby à XV. Il a évolué avec le Biarritz olympique et l'USA Perpignan, au poste de deuxième ligne (1,97 m pour 112 kg). 
Il est appelé par Bernard Laporte et Jo Maso pour participer à la tournée en hémisphère Sud en juin 2007. Malgré de très bonnes prestations en club, Olibeau n'est pas retenu dans « les 30 » pour participer à la coupe du monde 2007.

## Carrière de joueur

### En club
- 1997-2002 : USA Perpignan
- 2002-2004 : RC Narbonne
- 2004-2006 : Biarritz olympique
- 2006-2012 : USA Perpignan

Il a disputé trente matchs de coupe d'Europe avec Perpignan et douze matchs avec le Biarritz olympique. Il a joué aussi sept matchs de Challenge européen de rugby avec Narbonne.
Il a pris sa retraite sportive en 2012.

## Palmarès

### En club

#### Avec le Biarritz olympique
- Coupe d'Europe :
  - Finaliste (1) : 2006
- Championnat de France :
  - Champion (2) : 2005 et 2006

#### Avec l'USA Perpignan
- Championnat de France :
  - Champion (1) : 2009
  - Finaliste (1) : 2010

### En équipe nationale
- 2 sélections en équipe de France en 2007